# La Séparation (Christopher Priest)
Pour les articles homonymes, voir La Séparation.
La Séparation (titre original : The Separation) est un roman de science-fiction de l'écrivain britannique Christopher Priest publié au Royaume-Uni en 2002 et en France en 2005.
Ce roman décrit une histoire alternative de la seconde guerre mondiale, en utilisant plusieurs récits de différents personnages se contredisant parfois. L'auteur avait déjà utilisé cette même technique dans un précédent roman paru en 1995, Le Prestige.

## Résumé
Lors de la seconde guerre mondiale, deux frères jumeaux anglais, Jacob Lucas Sawyer et Joseph Leonard Sawyer, vont se retrouver mêlés de très près à la proposition de paix que Rudolf Hess apportait à Winston Churchill en Angleterre après avoir atterri en Écosse.

## Prix littéraires
La Séparation a remporté le prix British Science Fiction du meilleur roman 2002, le prix Arthur-C.-Clarke 2003, ainsi que le grand prix de l'Imaginaire, catégorie roman étranger, 2006.

## Éditions
- The Separation, Scribner, août 2002, 464 p.  (ISBN 0-7432-2033-1)
- La Séparation, Denoël, coll. « Lunes d'encre », 21 avril 2005, trad. Michelle Charrier, 464 p.  (ISBN 2207255778)
- La Séparation, Gallimard, coll. « Folio SF » no 310, 15 mai 2008, trad. Michelle Charrier, 496 p.  (ISBN 9782070356980)